# Po'e
El po'e (/poʔe/) es una preparación culinaria típica de la Polinesia (Rapa Nui, islas Cook, Polinesia Francesa), a base de almidón de tubérculo, compota y leche de coco.

## Etimología
El término tahitiano po'e proviene de la raíz proto-polinesia poke que significa «mezclar», «amasar». Este postre se sigue llamando poke en todas las lenguas polinesias excepto en el idioma tahitiano, rapanui y en la lengua australesa de la isla Ra'ivavae, donde la oclusiva glotal (escrita por un apóstrofo ') ha reemplazado a la oclusiva velar sorda (k).

## Preparación
Tradicionalmente, el po'e se hacía cocinando y machacando los plátanos en una consistencia suave y mezclados con harina de arrurruz (un almidón obtenido de los rizomas de varias plantas tropicales, tradicionalmente Maranta arundinacea). La mezcla se envolvía en hojas de plátano y se horneaba en hornos de tierra (ahima'a) hasta obtener una consistencia similar a un budín. Luego se cortaba en trozos más pequeños y se servía junto con crema de coco. Las versiones más modernas de la receta reemplazan los plátanos con otras frutas como papaya, mango o calabaza y usando almidón de yuca  o almidón de maíz como agente espesante.
La preparación de un po'e comienza por pelar y eliminar (si cabe) las semillas del ingrediente elegido como base del plato. Si es un tubérculo también es necesario rallarlo antes de cocinar la compota, que se elabora agregando azúcar, vaina o extracto de vainilla, agua y almidón para las preparaciones a base de fruta o leche de coco para preparaciones a base de tubérculos. Después de la cocción en el horno, el plato se puede presentar caliente o tibio, con o sin la adición de leche de coco fresca.

## Variantes
Existen diferentes po'e en la cocina tahitiana, presentados en los banquetes tahitianos y vendidos en los mercados:
- po'e 'ī'ītā (con papaya)
- po'e mei'a (con plátano)
- po'e hi'o (agua de coco)
- poe 'ape (con taro)
- po'e māpē (con mape)
- po'e mauteni (con calabaza)